# Růžový potok
Růžový potok – górski potok w Czechach, we wschodnich Karkonoszach, lewy dopływ Úpy) o długości ok. 1 km.
Růžový potok powstaje z połączenia kilku bezimiennych potoków na wysokości 828,5 m n.p.m. Ich źródła znajdują się na południowych zboczach Růžove hory, na zachód od Růžohorek. Potok płynie głęboko wciętą doliną na południowy zachód. Uchodzi do Úpy w górnej części Pecu pod Sněžkou.
Růžový potok cały czas płynie na obszarze czeskiego Karkonoskiego Parku Narodowego (czes. Krkonošský národní park, KRNAP).